# Aeroporto di Verona-Boscomantico
L'aeroporto di Verona Boscomantico Angelo Berardi è un piccolo aeroporto situato a pochi chilometri da Verona. L'aeroporto viene utilizzato per voli turistici, per manifestazioni, come base per paracadutisti ed elicotteri, poiché la lunghezza della pista consente decollo e atterraggio solo ad aeromobili di dimensioni ridotte.

## Uso

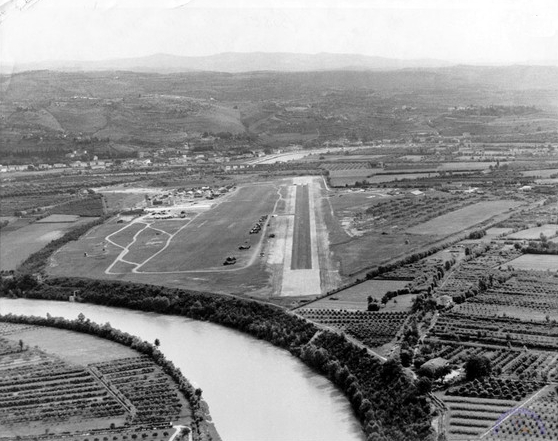
Boscomantico (veduta aerea) in una foto d'epoca

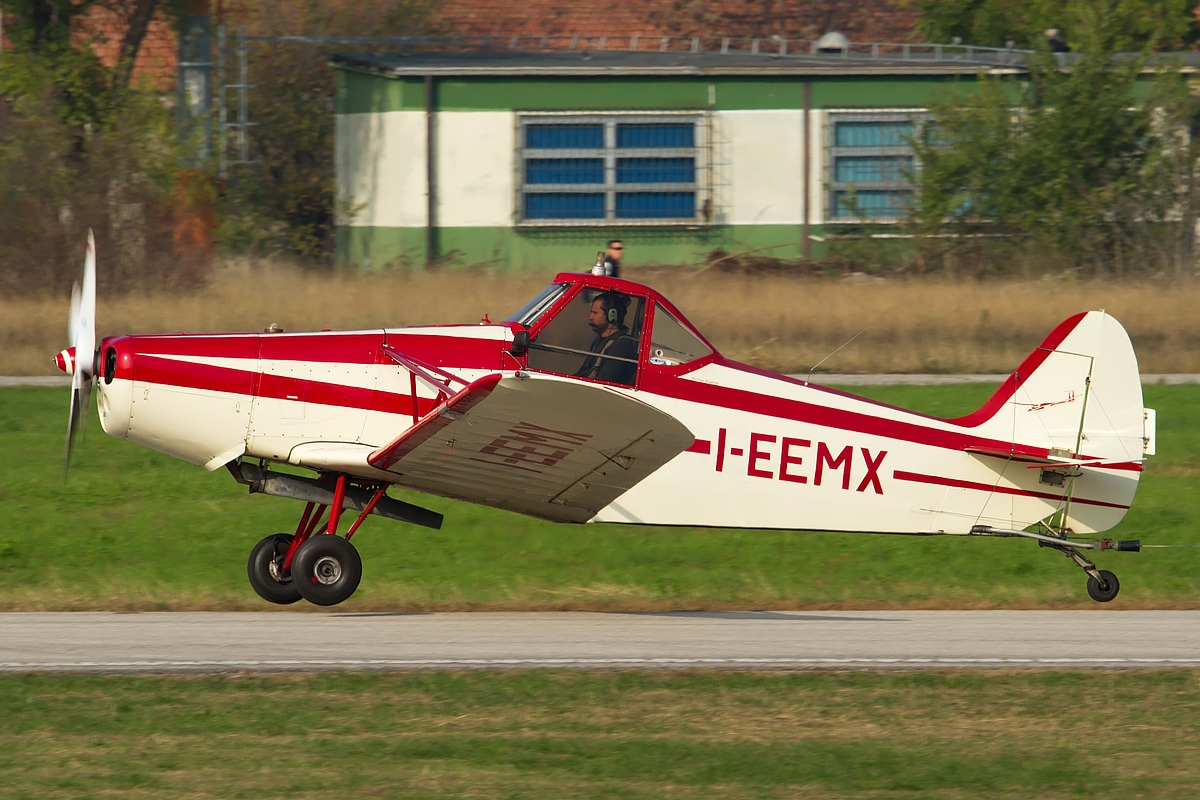
Traino associazione Volo a Vela

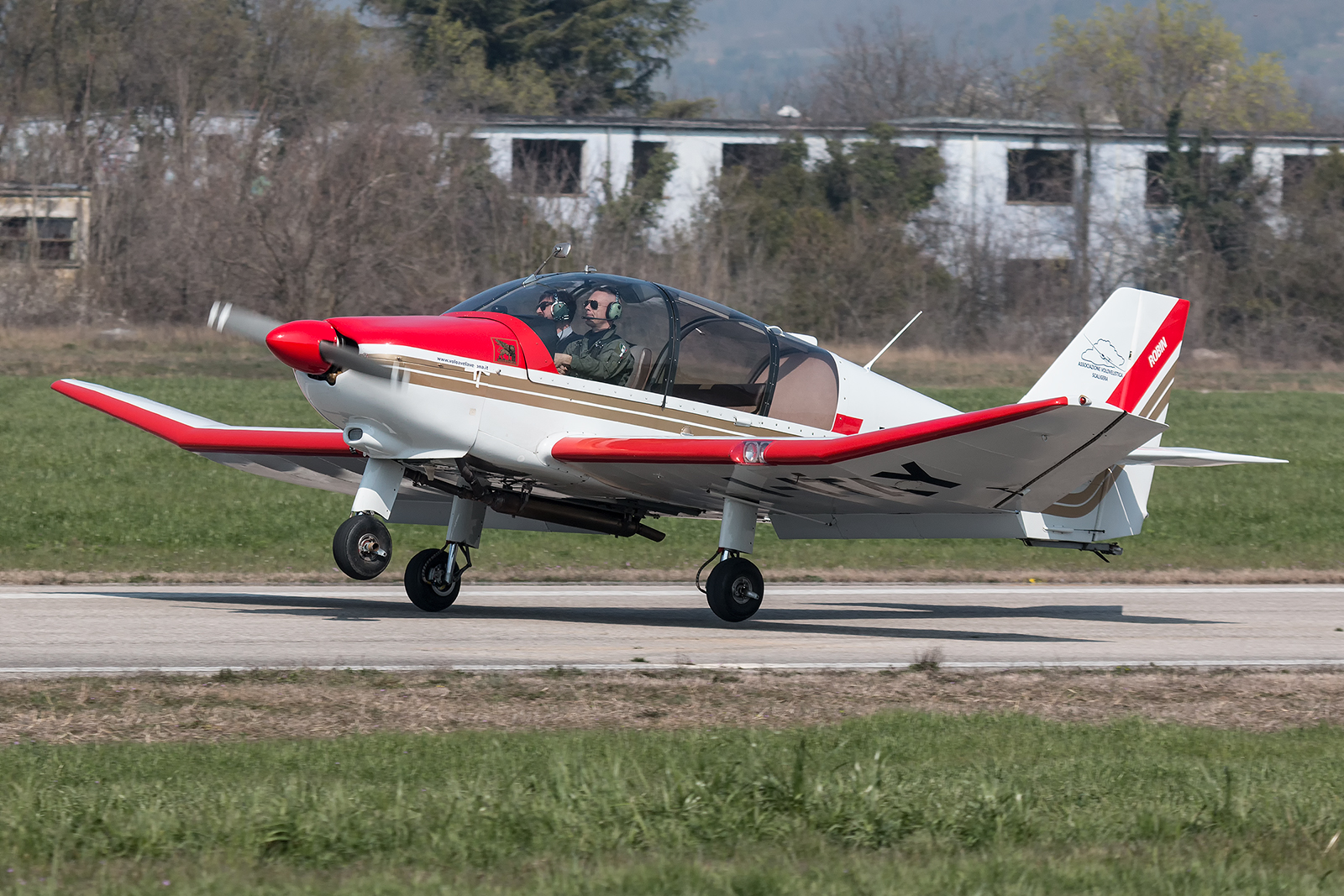
Il nuovo traino dell'associazione Volo a Vela

Nasce come una delle basi della sezione Aviazione del Battaglione Specialisti del Genio del Regio Esercito.
Nel gennaio 1911, da qui si sollevò il dirigibile Ausonia bis di Nino Piccoli. Dal 25 marzo arriva il primo dirigibile militare, il P.3 che dal mese di maggio partì per Tripoli, destinato alle operazioni in Libia durante la guerra italo-turca. 
Nel 1913 fu sede dell'aeronave Parseval P.L.17 e dal il 20 aprile del P.5. 
All'inizio della guerra il P.5 era a Boscomantico. 
Il cantiere Dirigibili era attrezzato con tutti i servizi accessori e disponeva di un campo di manovra che si prestava anche al decollo e all'atterraggio di aerei. 
Nel gennaio del 1916, il cantiere fu in grado di ricoverare i dirigibili tipo M. Il 3 aprile del 1916 l'aeroscalo ospitava il dirigibile M.3, e dal 29 aprile anche l'M.1, operante per la 1ª Armata fino al mese di agosto.
L'aeroporto di Boscomantico si trova in una vasta area nella zona nord di Verona e venne attrezzato nel 1916, quando venne stanziato il III Gruppo Aeroplani, che partecipò alla prima guerra mondiale, insieme ad altre squadriglie.
Dal 28 giugno 1917 vi volava l'M.11.
Esso è composto da una pista di atterraggio in cemento di 1014 m x 22 m per aerei di piccole e medie dimensioni. 
La zona militare situata a nord della pista di volo è stata acquistata dal Comune di Verona alla fine degli anni ottanta del secolo scorso. È stata negli anni utilizzata come base antincendio dal Corpo Forestale dello Stato. Parte di questa zona dell'aeroporto ha mantenuto le caratteristiche dell'utilizzo militare e reti di filo spinato proteggevano l'accesso ai fortini della seconda guerra mondiale, usati dai militari impegnati nella battaglia. Questi fortini, immersi nel verde e costruiti sottoterra, si raggiungono tramite botole con strette scalette di ferro.
Nell'immenso parco del forte ci sono innumerevoli tracce dei bombardamenti, con grandi buche, che danno un'idea della potenza che poteva sprigionare una bomba lasciata cadere da un aereo. Sono pure presenti piccoli rustici utilizzati dai combattenti per proteggersi dal fuoco nemico. Immersi nel verde, sono strutture nascoste che rimangono così quasi inalterate nell'aspetto originario.
Il 20 dicembre 1925 vi rinasce il XV Gruppo della Regia Aeronautica con la 32ª Squadriglia e 35ª Squadriglia del 21º Stormo di Bologna.
Fu base temporanea operativa americana a partire dal 1958 con l'insediamento dell'Air Group 509 (AIRBONE) quale base di supporto dell'US ARMY fino alla fine anni 60 causa lo spostamento della S.E.T.A.F. da Verona (Ex Caserma Passalacqua) a Vicenza, ugualmente provvista di analogo aeroporto logistico nei pressi della base (Dal Molin).
Attività ad uso civile tuttora presenti oltre al normale impiego privato:
- AeroClub di Verona, fondato nel 1928, che gestisce una delle scuole di volo più frequentate d'Italia. Dispone di 9 velivoli che permettono voli per qualsiasi meta in Italia e all'estero. La Scuola di Volo (IT ATO 0050) è autorizzata ad erogare i seguenti corsi di addestramento LAPL, PPL, CPL, ATPL, Instrument Rating, Night Rating, Flight Instructor, MCC APS. Da qualche anno è presente anche la scuola VDS (Volo da Diporto Sportivo) per il conseguimento dell'attestato basico e avanzato.
- Associazione Volovelistica Scaligera, nasce il 7 aprile 1997 da un gruppo di volovelisti veronesi decisi a promuovere e sviluppare il volo con alianti nella città e provincia di Verona. Si trova a nord del sedime aeroportuale con accesso a richiesta presso il bar. Dispone di un hangar di circa 1000 m2, di un traino e di circa 18 alianti. Nel 2012 apre la scuola di volo a vela per il conseguimento del brevetto.

## La manifestazione delle Frecce Tricolori
Nel passato ogni 2 anni si svolgeva la manifestazione aerea di Verona dove era sempre presente la Pattuglia Acrobatica Nazionale Frecce Tricolori, e migliaia di cittadini andavano ad ammirare questo spettacolo, passando dal ponte della Ferrovia e seguendo una passeggiata immersa nel verde per raggiungere l'aeroporto. Dopo una pausa di 7 anni causata dall'incidente di Ramstein in Germania la manifestazione riprese nel 1995 con un programma migliorato per aumentare i livelli di sicurezza per gli spettatori, fino al 1999 sempre con frequenza biennale.

## I cento anni di Boscomantico
Il 10 settembre 2016 a Boscomantico si sono festeggiati i 100 anni dell'aeroporto.
Quasi ottomila persone hanno varcato i cancelli nell'area a nord, per conoscere tutte le realtà operanti in aeroporto.
Aerei, elicotteri, ultraleggeri, ma anche aerea di ristoro, gonfiabili per i bambini e molte associazioni hanno intrattenuto il numero pubblico fino a sera.

## Galleria d'immagini

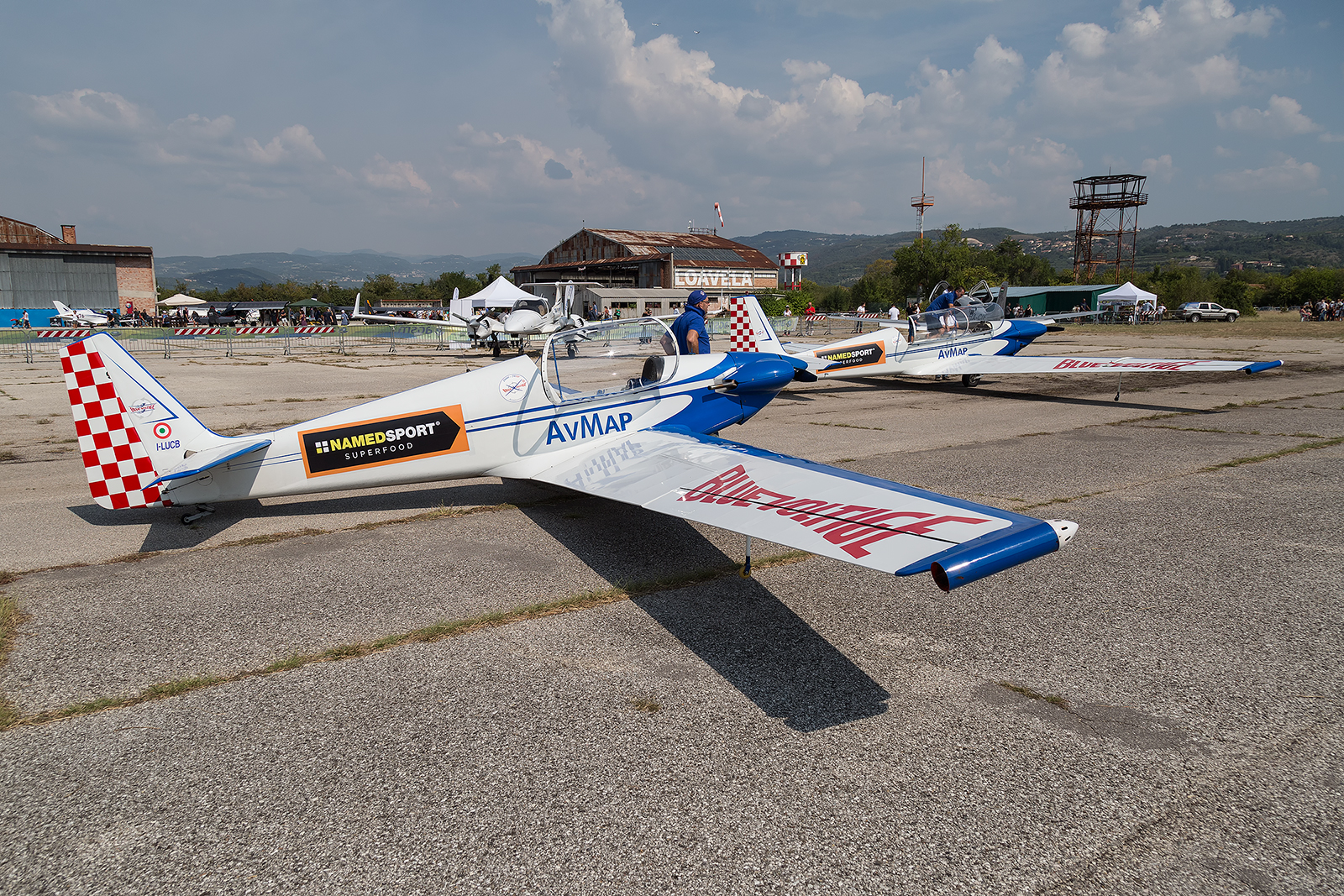
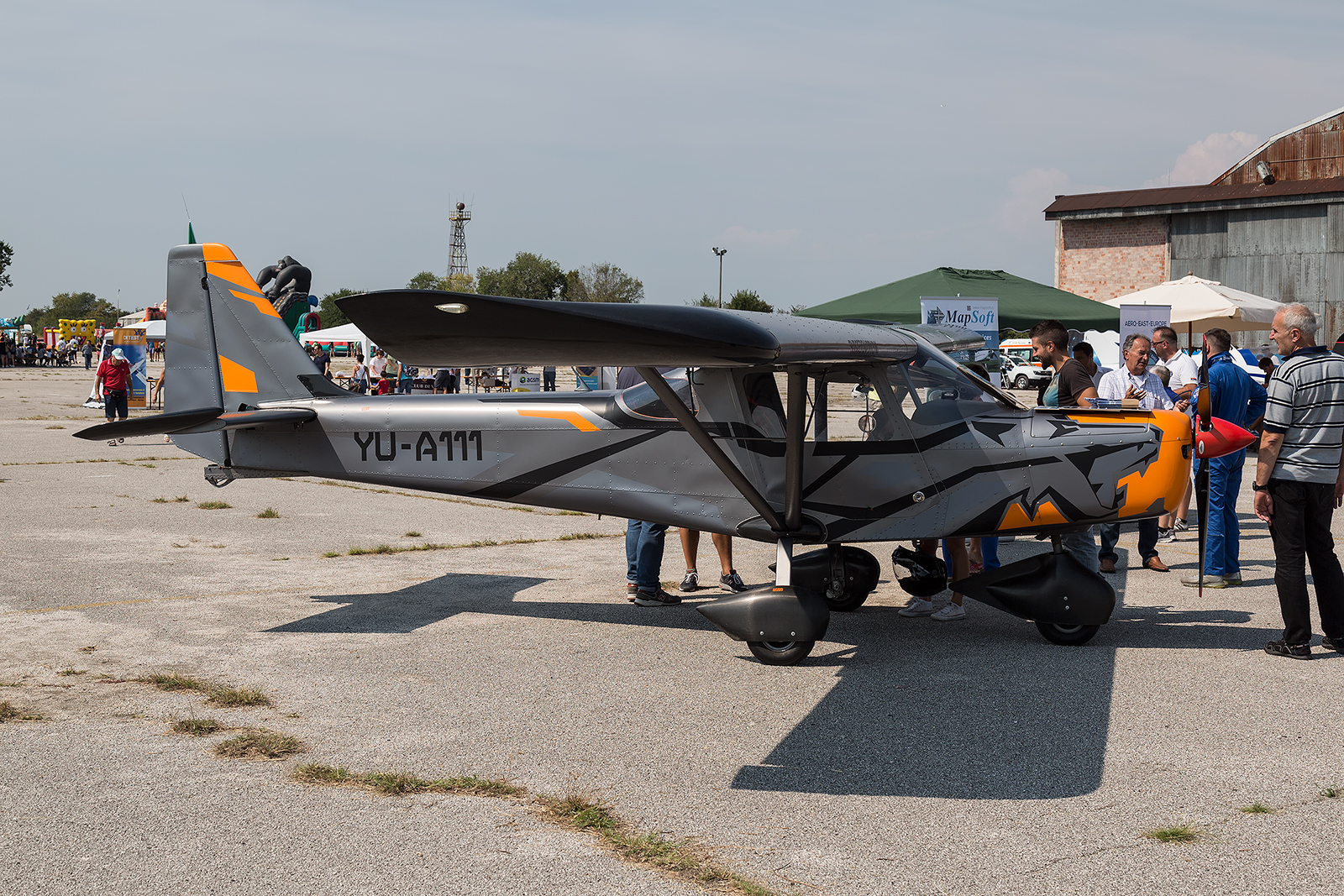
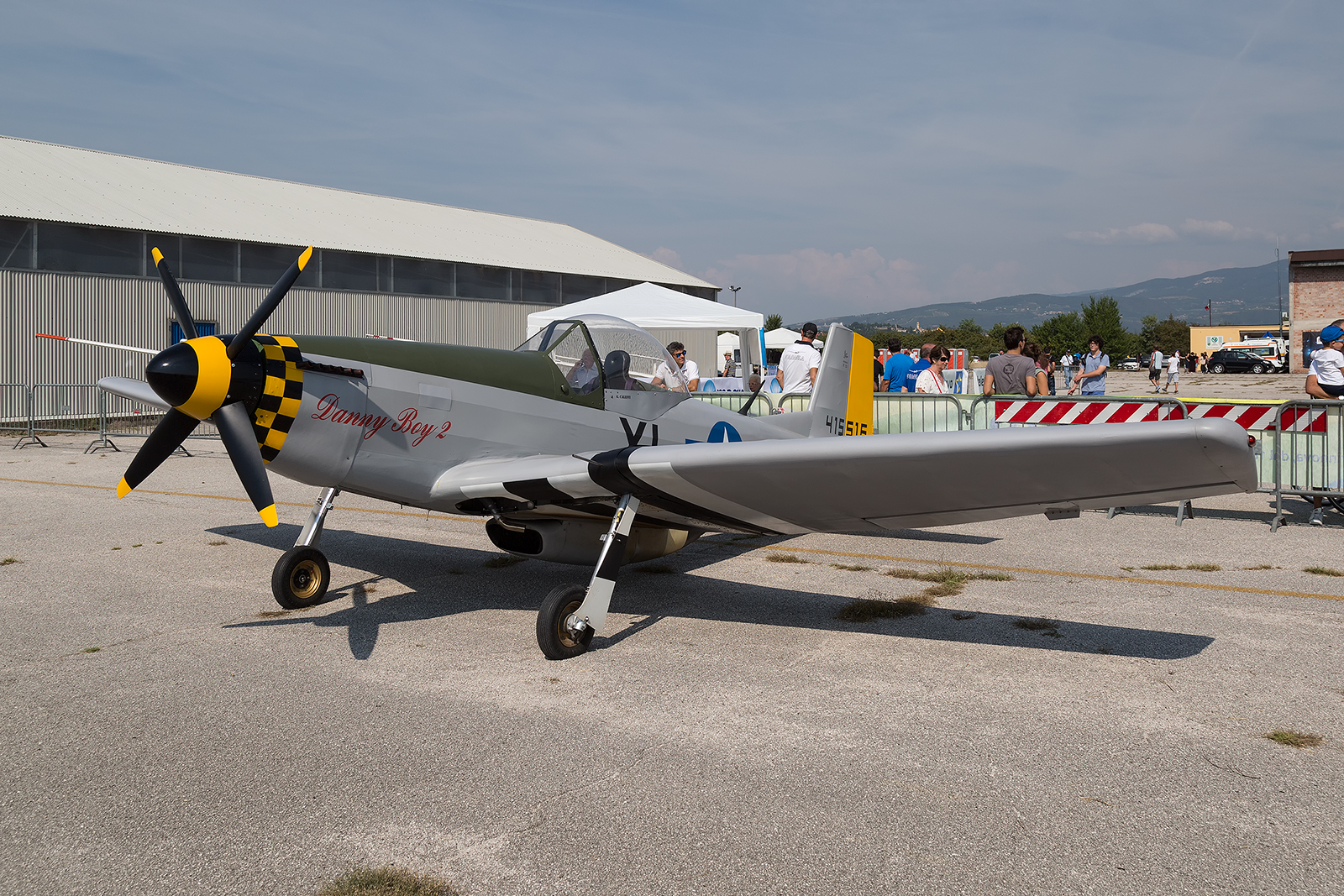
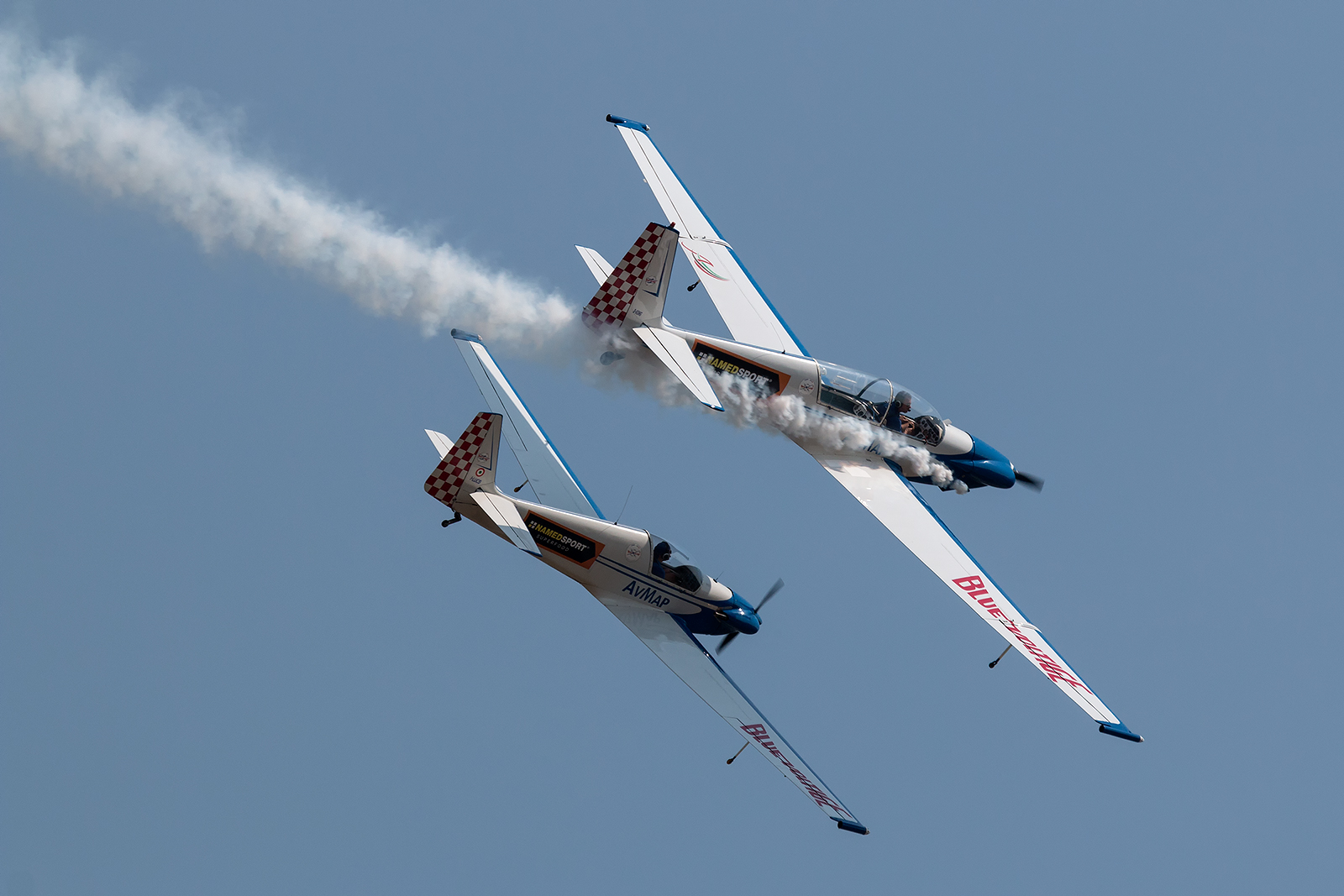
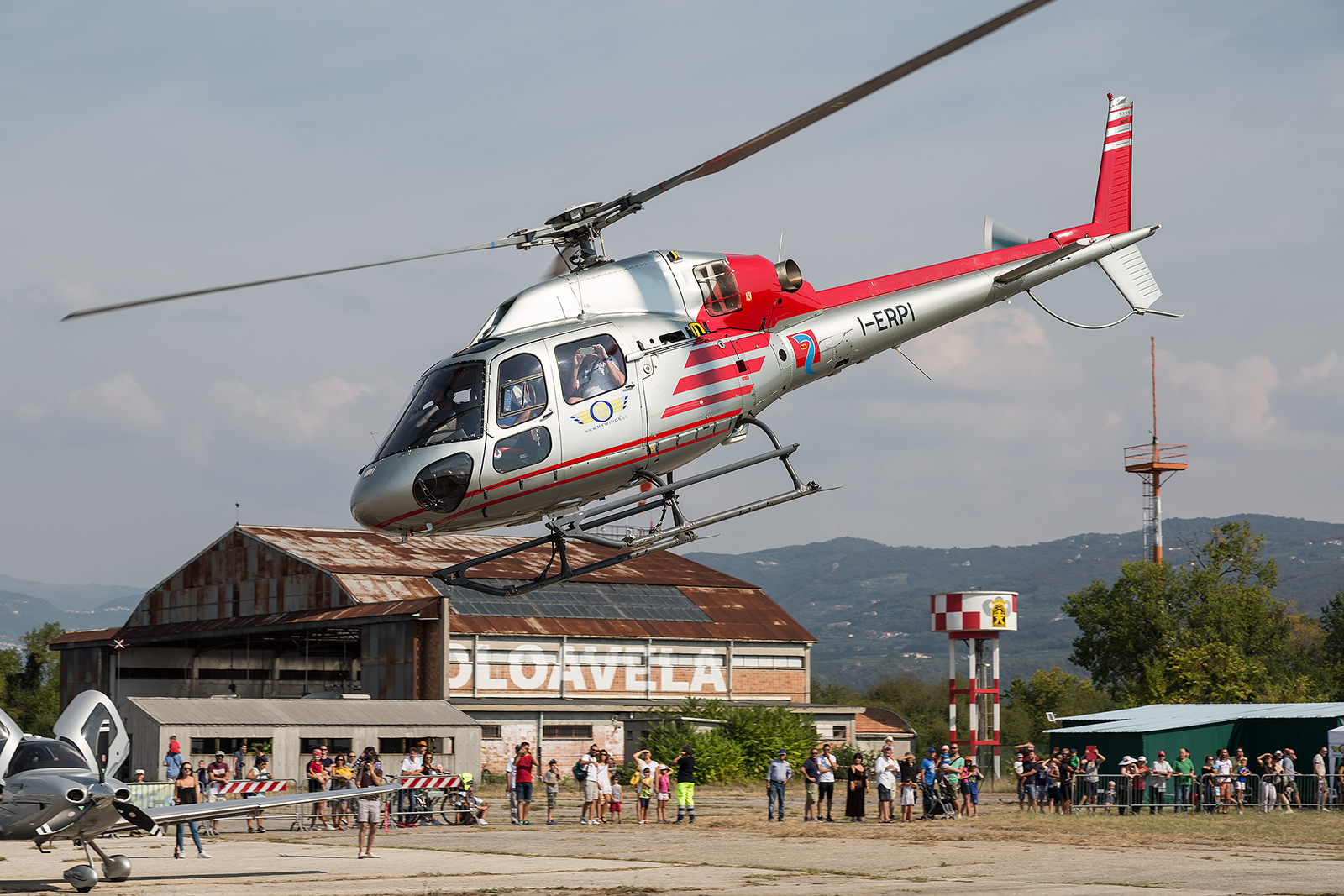